# Giovanni Falier
Giovanni Falier, auch Faletro, war ein Medailleur, der in der ersten Hälfte des 16. Jahrhunderts in Venedig tätig war.

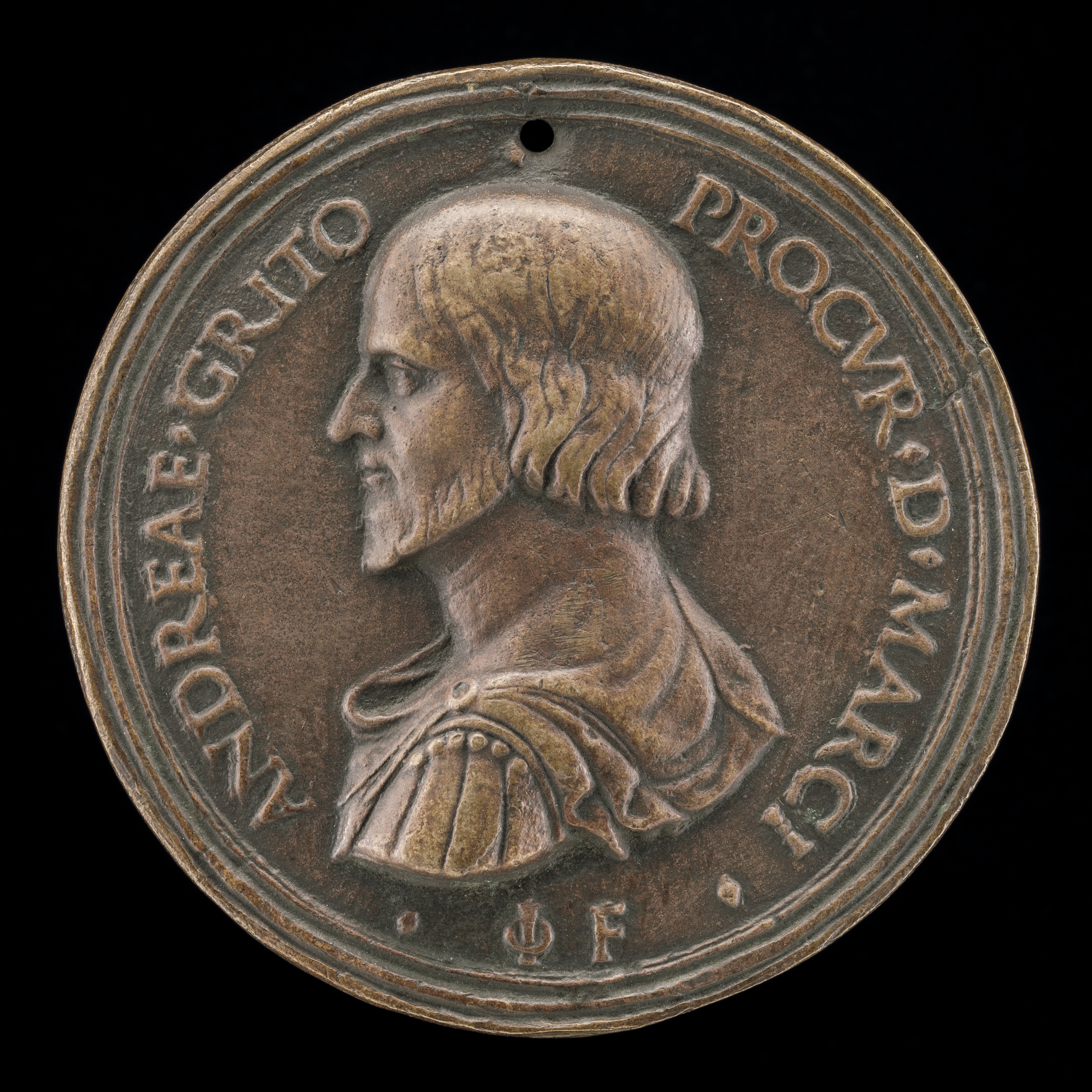
Bronzene Schaumünze mit einer Darstellung des seinerzeitigen Prokuratoren von San Marco und späteren Dogen Andrea Gritti

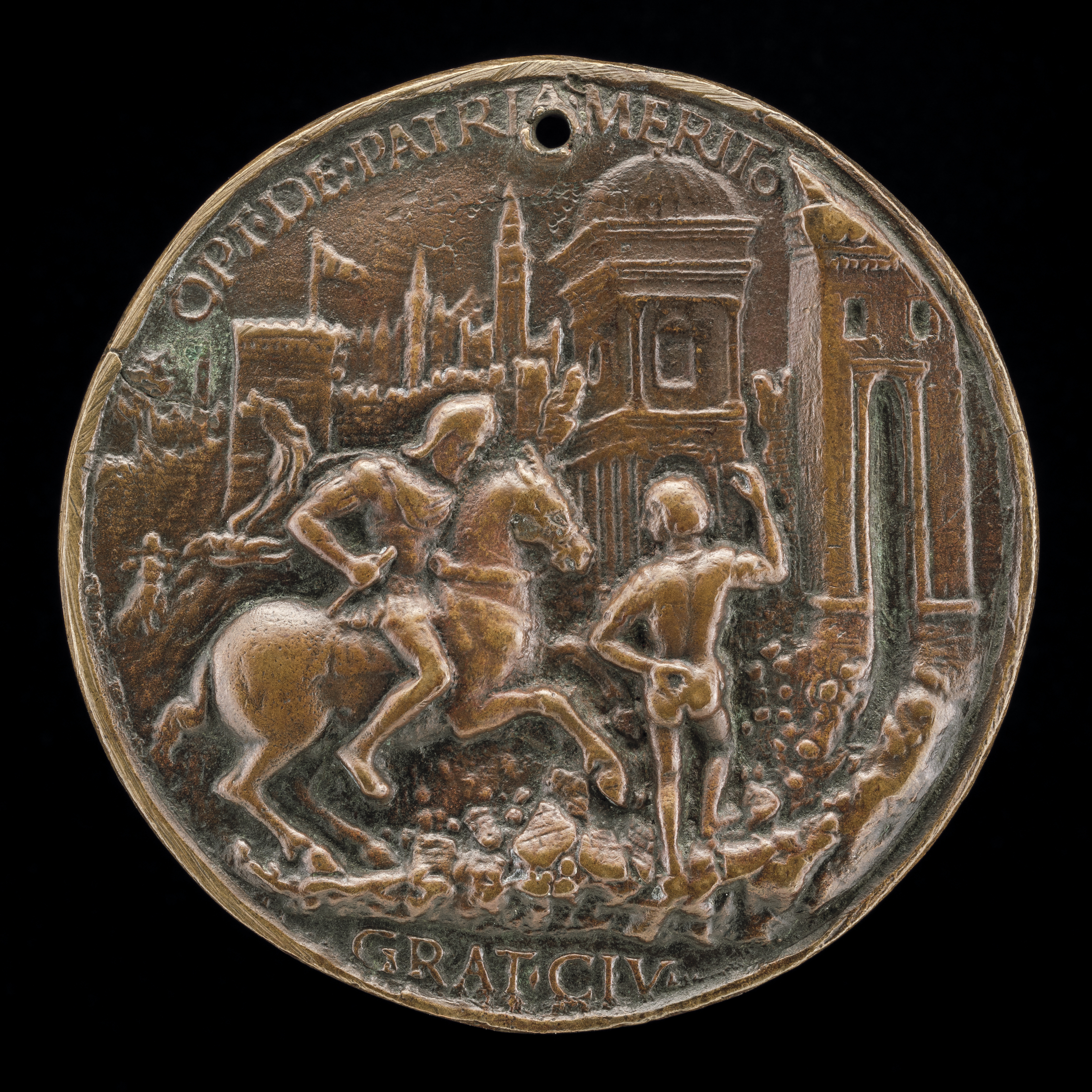
Andrea Gritti auf der Rückseite der obigen Münze. Dargestellt ist Gritti und eine eingebrochene Stadtmauer nebst Stadtsilhouette. Es handelt sich wohl um Brescia oder Bergamo, die unter Gritti erobert wurden. Demzufolge wäre die Münze 1512 oder 1516 entstanden, wenn sie zeitnah angefertigt worden ist.

Über Faliers Leben ist nichts bekannt, vielleicht kam er von Sizilien. Er könnte mit einem Wachsmodellierer identisch sein, der von dem venezianischen Patrizier Francesco Zen ein Porträt angefertigt hat, das in Form einer Kamee von Giovanni Antonio de’ Rossi (1513 – nach 1575) reproduziert wurde.
Zwei Medaillen wurden ihm sicher zugeordnet, nämlich das Porträt eines Priesters Marcus, das mit „IOANNIS FALETRO“ signiert ist. Die Medaille wurde erstmals 1899 durch Julius Menadier Giovanni Falier zugeordnet, sowie eine Medaille des späteren Dogen Andrea Gritti.